# Werner Lansburgh

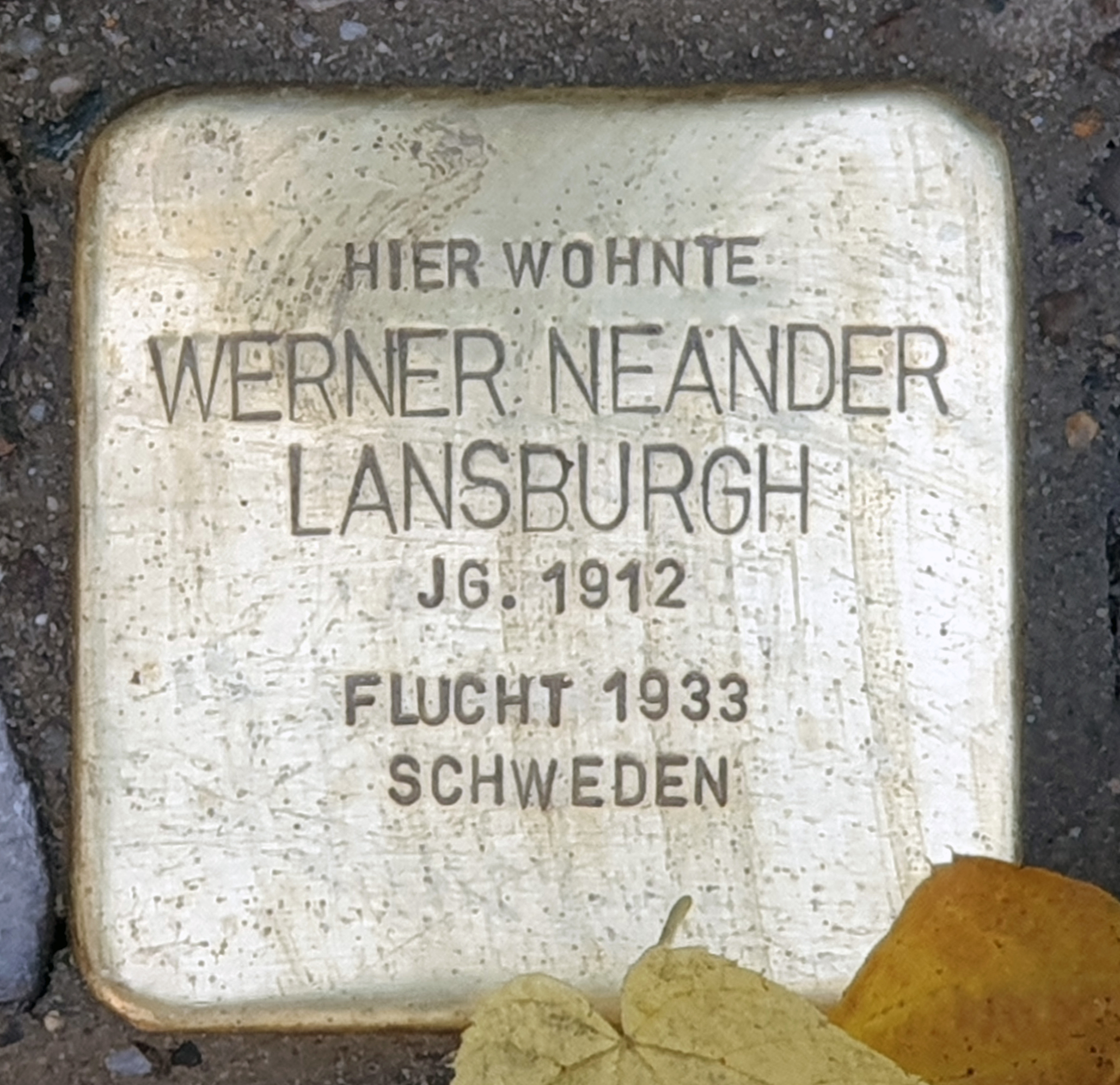
Stolperstein vor dem Haus Landshuter Straße 15 in Berlin-Schöneberg

Werner Neander Lansburgh (* 29. Juni 1912 in Berlin; † 20. August 1990 in Uppsala, Schweden) war ein deutscher Schriftsteller und Publizist.

## Leben
Werner Lansburgh war der Sohn des Publizisten Alfred Lansburgh. Er wuchs in Berlin auf und war bereits als Gymnasiast Mitarbeiter des Berliner Tageblatts. Von Kurt Tucholsky, mit dem seine Eltern befreundet waren, bekam er als Kind einen Druckkasten geschenkt, was gleichsam symbolisch den Zündfunken für seinen Wunschberuf Schriftsteller darstellte. Weil er jüdischer Abstammung war, musste er 1933 seine Heimat Deutschland verlassen und ins Exil flüchten.
So begann für ihn eine Odyssee durch verschiedene Länder Europas: Zunächst schlug er sich als Garagenarbeiter im spanischen Valencia durch und war unfreiwilliger Spion im Spanischen Bürgerkrieg. Später arbeitete er in Schweden als politischer Sachbearbeiter an britischen und amerikanischen Botschaften. Er promovierte an der Universität Basel 1942 im zweiten Anlauf – den ersten hatte er 1935 kurz vor dem Ziel abgebrochen – zum Doktor der Rechtswissenschaften. Seine Dissertation trägt den Titel Der Rücktritt des Teilnehmers vom Versuch nach dem Strafrecht der Schweiz und des Auslands und ist in der Schweizerischen Nationalbibliothek greifbar.
Nach dem Ende des Zweiten Weltkriegs versuchte Lansburgh immer wieder vergeblich, in die Bundesrepublik Deutschland zurückzukehren. Er fand jedoch trotz aller Versuche keine Beschäftigungsmöglichkeit in Deutschland, und so arbeitete er in Uppsala als Korrektor bei der dortigen Universitäts-Druckerei.
Nach über 40-jährigem Exil gelang ihm 1977 mit seinem englisch-deutschen Sprachlernbuch und Liebesroman Dear Doosie der Durchbruch als Schriftsteller. Dear Doosie, das halb in deutscher und halb in englischer Sprache geschrieben ist (wobei im Satz auch mehrfach die Sprache gewechselt wird), wurde schnell zum Bestseller und machte Werner Lansburgh mit einem Schlag zum gefeierten Schriftsteller in Deutschland. Er veröffentlichte in den folgenden Jahren weitere Bücher und lebte bis zu seinem Tod abwechselnd in Hamburg und Uppsala.

## Gedenken
Am 15. Oktober 2022 wurde vor seinem ehemaligen Wohnhaus in der Landshuter Straße 15 in Berlin-Schöneberg ein Stolperstein verlegt; weitere drei Stolpersteine gedenken dort auch seines Vaters, der 1937 Suizid verübte, nachdem er 1934 ein Berufsverbot zu erleiden hatte, sowie zweier weiterer Familienmitglieder, denen 1943 die Flucht nach Schweden gelang.

## Werke
- Blod och bläck. („Blut und Tinte“, unter dem Pseudonym Ferdinand Brisson), Nyblom, Upsala 1943.
- En vintersaga. („Ein Wintermärchen“, Ferdinand Brisson), Nyblom, Upsala 1944.
- Sättningsregler. Med Appendix Manuskriptets Redigering. En handbok av W.N. Lansburgh („Satzregeln“), Almqvist & Wiksells, Stockholm 1961 (ausführliches typographisches Handbuch).
- J. Eine europäische Vergnügungsreise. Damokles, Ahrensburg 1968
- Schloß Buchenwald. Damokles, Ahrensburg 1971
- «Dear Doosie». Eine Liebesgeschichte in Briefen. Auch eine Möglichkeit, sein Englisch spielend aufzufrischen. Nymphenburger, München 1977
  - Als Taschenbuch: Fischer, Frankfurt am Main 1979, ISBN 3-596-22428-4
- Wiedersehen mit Doosie. Meet your lover to brush up your English. Nymphenburger, München 1980.
  - Als Taschenbuch: Fischer, Frankfurt am Main 1982, ISBN 3-596-28033-8
- Holidays for Doosie. Eine Reise durch Europa oder Englisch mit Liebe. Hoffmann und Campe, Hamburg 1988.
  - Als Taschenbuch: dtv, München 1999, ISBN 3-423-20230-0.
- Strandgut Europa. Erzählungen aus dem Exil. 1933 bis heute. Bund, Köln 1982 (Erweiterte Neuausgabe von J).
  - Als Taschenbuch: Fischer, Frankfurt am Main 1984, ISBN 3-596-25377-2.
- Exil. Ein Briefwechsel. Mit Essays, Gedichten und Dokumenten (mit Frank-Wolf Matthies). Bund, Köln 1983.
- Feuer kann man nicht verbrennen. Erinnerungen eines Berliners. Ullstein, Frankfurt am Main 1990, ISBN 3-550-06497-7 (Autobiographie)